# Трепетница
Трепетница (на сръбски: Трепетница или Trepetnica) е село в община Призрен, Призренски окръг, Косово.

## История
При избухването на Балканската война в 1912 година един човек от Трепетница е доброволец в Македоно-одринското опълчение.

## Личности
Родени в Трепетница
- Кузма Христов (1878 – ?), македоно-одрински опълченец, Продоволствен транспорт на МОО[2]